# Рогачово (Московська область)
Рогачово — село у Сергієво-Посадському районі Московської області Російської Федерації.

## Розташування
Село Рогачево входить до складу міського поселення Краснозаводськ, воно розташовано на південний захід від Краснозаводська. Найближчі населені пункти Краснозаводськ, Семенково.

## Населення
Станом на 2010 рік у селі проживало 45 людей